# Kamiak Butte County Park
Der Kamiak Butte County Park ist ein regionales Schutzgebiet im Whitman County im US-Bundesstaat Washington. Er liegt zwischen den Ortschaften Palouse und Pullman in Ost-Washington nahe der Grenze zu Idaho. Der Park ist nach Chief Kamiakin, einem Führer der Stammesgruppe der Yakama benannt.
Der größte Teil der 298 Acres (121 ha) großen Parkfläche besteht aus forstwirtschaftlich genutzten Flächen an den Nordhängen des Kamiak Butte. Der Berg selbst bildet eine „Insel“, die aus präkambrischen Quarzit besteht und etwa 1.000 ft (ca. 300 m) aus den umgebenden Weizenfeldern aufragt. Die rötlichen Felsen bildeten einst die Senke für einen urzeitlichen See, und die in ihnen eingeschlossenen Sandkörner funkeln noch immer im Sonnenlicht. In der späteren geologischen Entwicklung wurde der Kamiak Butte Teil einer Bergkette, die schließlich von känozoischen Lavaflüssen verschlungen wurden, welche den größten Teil von Ost-Washington unter Basalt-Schichten begruben.
Der intensive Weizen- und Linsen-Anbau in der Region hat den Kamiak Butte zu einem bedeutenden Rückzugsort für indigene Pflanzen- und Tierarten werden lassen; 170 Pflanzen-, 130 Vogel- und 30 Säugetierarten können im Park beobachtet werden.
Die Hauptattraktion für die meisten Park-Besucher bildet der Pine Ridge Trail, ein 3,5 mi (5,6 km) langer Rundweg, welcher an einem Parkplatz beginnt und durch immergrünen Wald zu einem exponierten Grat aufsteigt. Der Pfad verläuft entlang des Grates und bietet Aussicht auf die umgebende Palouse-Landschaft, bevor er wieder in den Wald hinabtaucht. Ein kurzer „Gipfel-Vorsprung“ führt zum höchsten Punkt des Berges, einem Felssporn mit einer Höhe von 3.641 ft (1.110 m). Campingplätze sind das ganze Jahr über außer in Trockenperioden geöffnet, in denen Brandgefahr besteht. In den Frühjahrs- und Sommer-Monaten werden Führungen angeboten; weitere Freizeitmöglichkeiten bieten ein Amphitheater, Picknick-Plätze, Freiland-Grills, Schutzhütten und ein Spielplatz; Toiletten sind vorhanden.
Nahe dem Gipfel sind zwei miteinander verbundene Übertragungseinrichtungen für den Amateurfunk installiert. Die Sendefrequenzen betragen 146,74 MHz (mit einem negativen Offset von 600 kHz an der 2-Meter-Antenne) bzw. 53,75 MHz (mit einem negativen Offset von 1,7 MHz und einem Pilotton von 100 Hz an der 6-Meter-Antenne). Die Übertrager sind gleichzeitig Teil des Washington State’s Evergreen Intertie, einem im gesamten Bundesstaat verbreiteten Verbundsystem des Amateurfunks und der Notfall-Kommunikation.
Der Kamiak Butte bildet gemeinsam mit dem Steptoe Butte eine National Natural Landmark. Der Pine Ridge Trail wird als National Recreation Trail im National Trails System geführt.

## Galerie

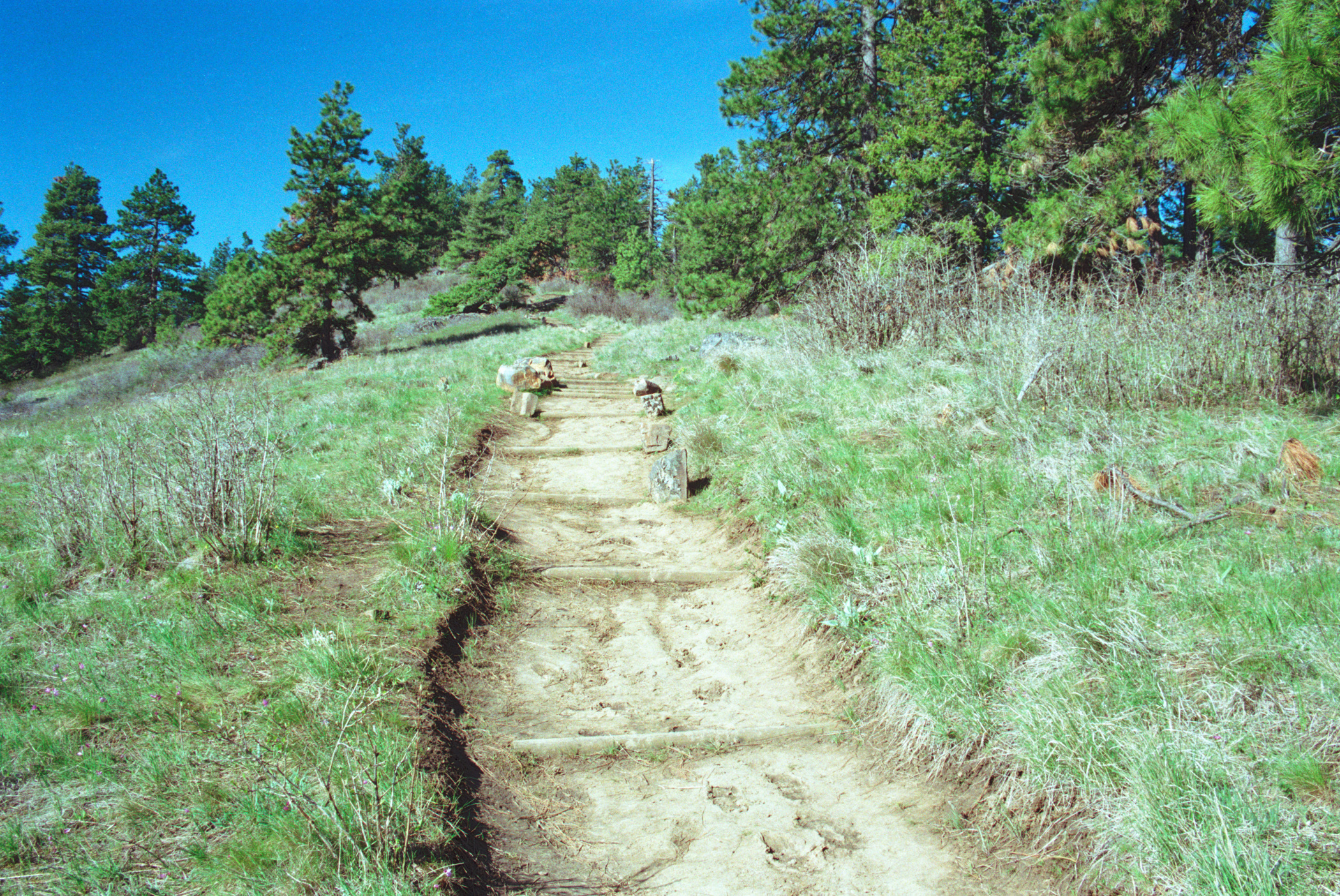
Der Pine Ridge Trail auf dem Kamiak Butte
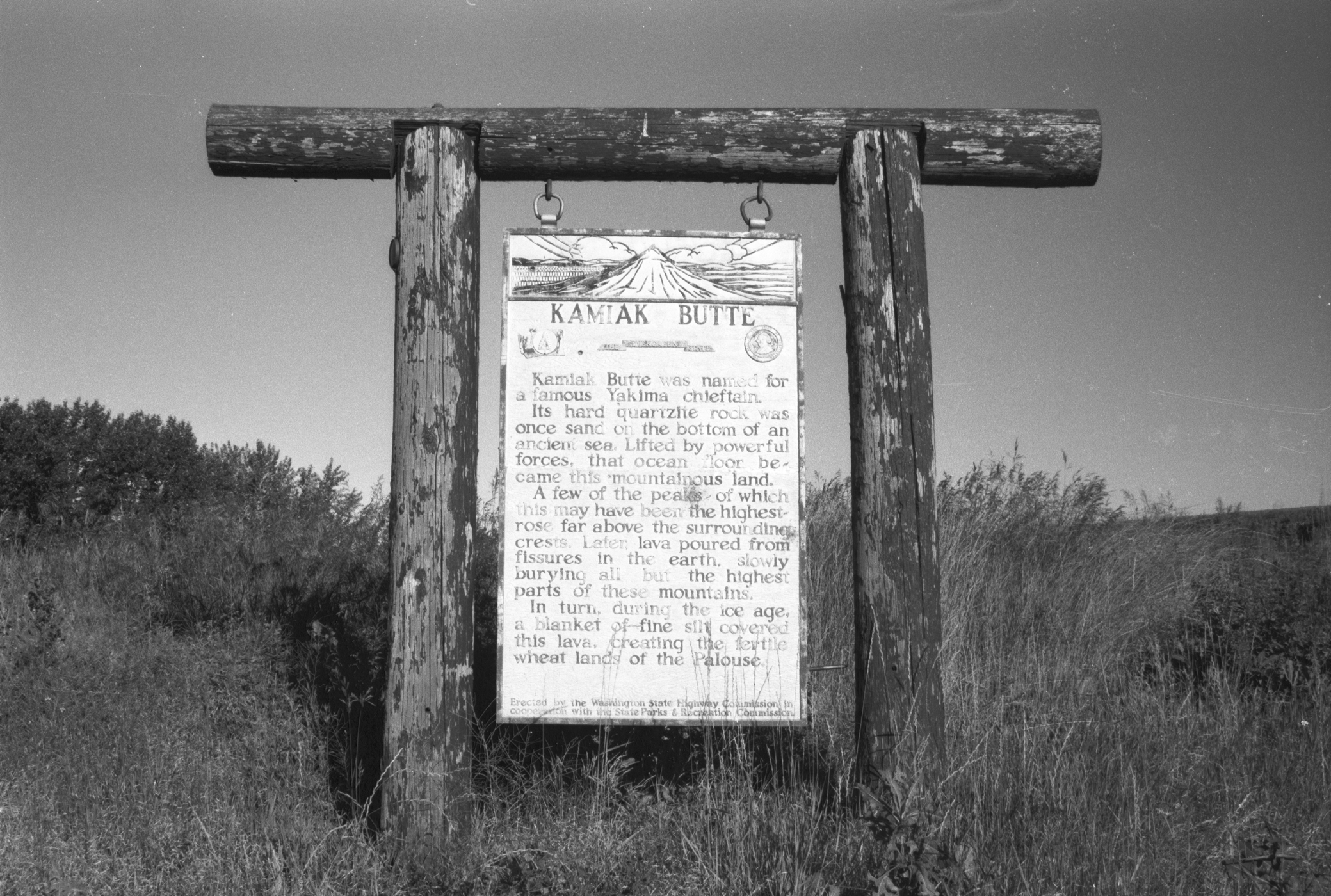
Informationstafel am Kamiak Butte
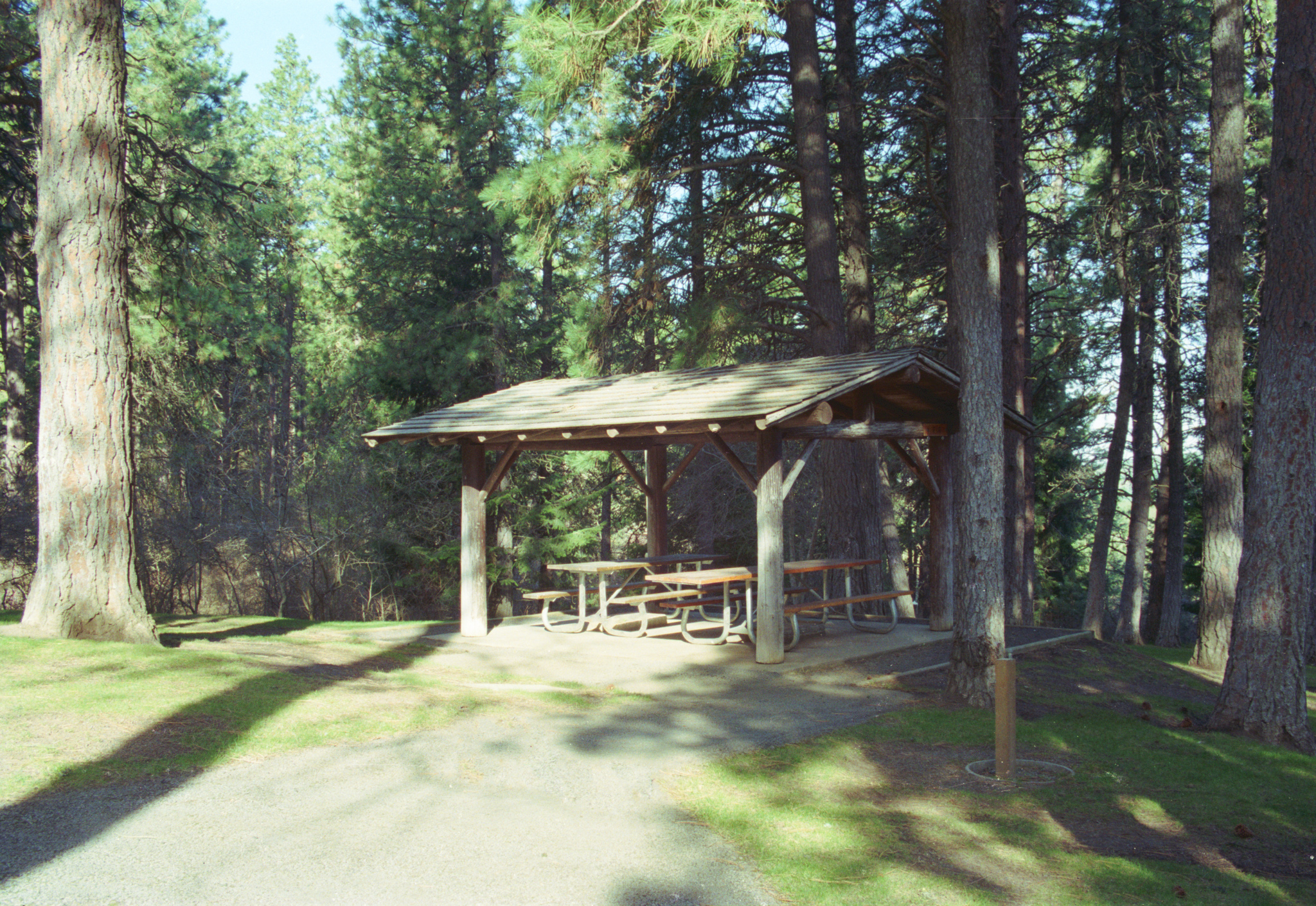
Picknick-Platz am Kamiak Butte